# Abdallah Musa
Abdallah Musa – sudański piłkarz grający na pozycji pomocnika. W swojej karierze grał w reprezentacji Sudanu.

## Kariera klubowa
Swoją karierę piłkarską Musa rozpoczął w klubie Al-Amir SC, w którym grał w latach 1969-1971. W latach 1972–1982 był zawodnikiem Al-Hilal Omdurman. Wywalczył z nim dwa mistrzostwa Sudanu w sezonach 1973 i 1981 oraz zdobył Puchar Sudanu w sezonie 1977.

## Kariera reprezentacyjna
W 1976 roku Musa został powołany do reprezentacji Sudanu na Puchar Narodów Afryki 1976. Wystąpił na nim w jednym meczu grupowym, z Marokiem (2:2).